# Lądowisko Clip Logistics
Lądowisko Clip Logistics – śmigłowcowe lądowisko w Jasinie, w gminie Swarzędz, w województwie wielkopolskim. Lądowisko należy do Clip Logistics Sp. z o.o.
Lądowisko figuruje w ewidencji lądowisk Urzędu Lotnictwa Cywilnego od 2013.